# Língua tolaki
Tolaki (To'olaki), ou Tolakinês, é a maior língua de Célebes, Indonésia. É um língua Celébica das Malaio-Polinésias. É falada por cerca de 330 mil no sudeste das Celebes, principalmente em Kendari, Kolaka, Konawe, nas montanhas Mekongga, nas proximidades de Soroako. 

## Dialetos
Seus dialetos são: Wiwirano (Nohina), Asera (Noie), Konawe (Tambuoki / Kioki), Mekongga (Norio / Tamboki / Konio) e Laiwui.

## Escrita
A língua Tolaki usa o alfabeto latino numa forma bem simples, sem as letras F, C, J, Q, V, X, Z Em adição usa as formas Mb, Nd, Ng, Ngg'